# Lucicutia tenuicauda
Lucicutia tenuicauda är en kräftdjursart som beskrevs av Georg Ossian Sars 1907. Lucicutia tenuicauda ingår i släktet Lucicutia och familjen Lucicutiidae. Inga underarter finns listade i Catalogue of Life.